# Стахурский, Ян
Ян Стахурский (1640—1669, Белая Церковь, Киевское воеводство, Малопольская провинция, Корона Королевства Польского, Речь Посполитая) — военный деятель Речи Посполитой, генерал-майор коронных войск, комендант Белой Церкви в 1664—1668 годах. Владелец имения Кикул в Добжинской земле.

## Биография
Представитель польского шляхетского рода Стахурских герба «Остоя».
Во время Шведского потопа Ян Стахурский служил в королевской гвардии, участвовал в осаде Варшавы и в трехдневной битве под Варшавой (28 — 30 июля 1656). С 1660 года — подполковник, участвовал в украинской кампании гетмана польного коронного Ежи Себастьяна Любомирского, был ранен в битве под Чудновом.
В 1664 года воевода русский Стефан Чарнецкий оставил Яна Стахурского в качестве коменданта и командующего польского гарнизона в крепости Белая Церковь, которая являлась одной из немногих точек польского владычества на Правобережной Украине. За особые заслуги и по рекомендации воеводы русского Станислава Яна Яблоновского Ян Стахурский получил от польского короля Яна Казимира Вазы чин генерал-майора коронных войск в апреле 1665 года. Под командованием Яна Стахурского находился двухтысячный польский гарнизон, ему подчинялись остальные польские гарнизоны. В июне 1665 года он успешно руководил обороной Белой Церкви во время осады со стороны войска Ивана Брюховецкого, которому пришлось снять осаду, бросив часть обоза.
В 1665 году белоцерковский комендант Ян Стахурский способствовал отстранению от власти Степана Опары и избранию новым правобережным гетманом Петра Дорошенко. 13 сентября того же года польский король Ян Казимир Ваза пожаловал Яну Стахурскому во владение города Ольшанка и Каменны-Бруд.
В 1667 году комендант Ян Стахурский построил в Белой Церкви костел и монастырь Святого Георгия.